# Fernanda Javiera Tapia Tapia
Fernanda Javiera Tapia Tapia est une gardienne internationale chilienne de rink hockey. 

## Palmarès
En 2016, elle participe au championnat du monde.

## Référence
1. ↑  (es) FERNANDA TAPIA